# L'Atlantide (1932)
L'Atlantide é um filme de aventura e filme de fantasia da França e Alemanha de 1932 baseado no livro homônimo de Pierre Benoit de 1919, remake do filme homônimo de 1921, realizado por G. W. Pabst.

## Resumo
Um tenente francês descobre no Sahara um reino misterioso que é governado por uma princesa (Helm) muito bela. Ela atrai os jovens bonitos, faz deles os seus amantes, e depois manda-os matar.
Um capitão, amigo do herói, é a próxima vítima.
Esta obra prima excede muitas realizações feitas mais tarde, pelas suas imagens sugestivas e a presença emocionante de Helm. A bela decoração é de Erno Metzner. O filme segue a obra de Pierre Benoit.
Pabst fez simultaneamente uma versão inglesa e uma versão alemã, nos quais Helm representava sempre o papel principal, apenas os papeis secundários alteravam. Logo na estreia foi um enorme sucesso.

## Elenco
- Brigitte Helm
- Gustav Diessl
- Heinz Klingenberg
- Pierre Blanchar
- Jean Angelo
- Odette Florelle
- Tela Tchai
- Wladimir Sokoloff
- Georges Tourreill
- Mathias Wiemann